# Bosanski prijatelj (časopis)
Bosanski prijatelj je prvi bosanskohercegovački list. Prvi broj je tiskan je u Zagrebu, 1850. godine. Pokrenuo ga je Ivan Franjo Jukić

## Povijest
Ideja o pokretanju prvoga bosanskoga lista javila se je oko 1840. godine, kada je bosanski franjevac Ivan Frano Jukić pokušao osnovati književno društvo i objaviti prvi časopis. Nakon višegodišnjih priprema objavljen je časopis Bosanski prijatelj 1850. godine, na 140 stranica. Danas se taj list smatra prvim bosanskohercegovačkim listom. Iako je tiskan u Zagrebu, njegov urednik i suradnici bili su iz reda bosanskih franjevaca, a sve su se teme lista gotovo isključivo odnosile na Bosnu i Hercegovinu. Ukupno su objavljena četiri broja lista: drugi broj 1851. godine na 202 stranice, treći 1861., a četvrti 1870. godine.
Pred kraj osmanske uprave u Bosni i Hercegovini u vrijeme reformi vilajetske uprave 1866. godine omogućeno je otvaranje prve moderne tiskare u Bosni i Hercegovini. Tim činom postavljeni su temelji za tiskarsko-nakladničke poslove u Bosni i Hercegovini. Zemunski tiskar Ignjaz K. Sopron na osnovu ugovora s vlastima, dobio je odobrenje da, neovisno od službenoga lista Bosna, može izdavati u Sarajevu i jedne političko-informativne novine i tako se je istoga dana kada je u Sarajevu otvorena Sopronova tiskara pojavio i novi list, Bosanski Vjestnik.

## Vanjske poveznice
- Štampa u Bosni i Hercegovini